# 賈馬爾·加希
賈馬爾·加希（阿拉伯语：جمال الجاشي，1953年—）是一名巴勒斯坦激進份子，他是巴勒斯坦解放組織黑色九月分支的成員，也是在1972年夏季奧林匹克運動會期間屠殺11名以色列運動員的八名恐怖分子之一。他在該事件的影片中多次出現，可從他的藍白條紋外套辨認出來。在巴伐利亞邊防人員和慕尼黑警方的失敗救援行動中，加希在試圖救助一名同胞時手腕中槍，導致九名人質和五名恐怖分子死亡。

## 早年生活
加希曾在訪談中表示，他是在極度貧困的環境中長大的，大部分時間是在黎巴嫩的沙提拉難民營中。他的家人在1948年以色列-阿拉伯戰爭中流離失所，但一直懷有回國的願望。加希聲稱，當以色列人生活在他祖先的土地上時，他卻生活在齷齪的環境中，並依靠施捨，這培養了他對以色列的仇恨，促使他在1967年加入巴解組織。他說，在最初的訓練中，他第一次感覺到「真正的巴勒斯坦……不只是一個可憐的難民，而是一個為事業而戰的革命者。」

## 慕尼黑慘案
1972年7月，加希是幾名被招募參加他所說的「特殊訓練」的黑色九月年輕成員之一，當時他完全不知道他們的目標可能是什麼。1972年8月底，他飛往慕尼黑，住在一家旅館，甚至參加了幾場奧運活動。9月4日晚，加希與突擊小組的其他成員，以及一名黑色九月的高級特工（據信是阿布·道德）共進晚餐，該名特工向他們簡報了即將執行的任務，並與他們一起搭乘計程車前往奧運村。加希聲稱，在那次晚餐會之前，他完全不知道小組的目標是以色列奧運選手。
雖然加希及其倖存同胞被控與慘案有關的多項罪行，但他們從未接受審判。慘案發生將近八週後的10月29日，兩名黑色九月成員劫持了漢莎航空615號班機，要求釋放慕尼黑的三名倖存者。西德政府隨後釋放了被監禁的組織成員。當他們降落在利比亞時，他們接受了採訪，這個記者會的片段在電影《九月的某一天》中放映。可以看到賈馬爾·加希坐在他的叔叔阿德南·加希（據信是射殺了五名被綁在其中一架直升機上的人質的組織成員）和穆罕默德·薩法迪之間。當被直接問到他是否殺了任何一個以色列人時，阿德南·加希只是簡單地回答說：「對我來說，是否殺了以色列人（原文如此）並不重要。」

## 晚年生活
據信，加希獲釋後一直躲藏在北非。他已婚，有兩個女兒。他是該組織中唯一同意接受訪問的成員，曾在1992年接受一名巴勒斯坦記者的簡短訪問。1999年，加希脫離藏身地，在電影《九月的某一天》中接受了更深入的訪問。由於他相信以色列特務仍在試圖殺害他，因此為了慎重起見，他進行了偽裝，臉部僅以模糊的陰影呈現。導演凱文·麥克唐納注意到加希在整個訪談過程中的急躁、近乎偏執的行為，但他能夠說服加希，只有加希說出他的故事，他正在拍攝的電影才會是真實的。在1999年的訪談中，他解釋說：
我為自己在慕尼黑所做的事感到驕傲，因為這對巴勒斯坦的事業幫助很大……在慕尼黑之前，全世界都不知道我們的鬥爭，但在那一天，「巴勒斯坦」這個名字在全世界重複出現。